# 39e Pantserkorps (Wehrmacht)
Het 39e Pantserkorps (Duits: Generalkommando XXXIX. Panzerkorps) was een Duits legerkorps van de Wehrmacht tijdens de Tweede Wereldoorlog. Het korps kwam in actie in de centrale sector van het Oostfront in 1942-44 en werd vernietigd in Operatie Bagration. Meteen weer heropgericht trad het korps daarna telkens op als “brandweer”. Overal waar tijdelijk een tankaanval opgezet werd, werd het korps in actie gebracht, zowel aan het Oost- als Westfront. Dit was bij Warschau, Koerland, Goldap, Ardennen, Elzas, Pommeren, Lauban, Küstrin en ten slotte langs de Elbe.

## Krijgsgeschiedenis

### Oprichting
Het 39e Pantserkorps werd opgericht op 9 juli 1942 bij Cholm door omdopen van het 39e Gemotoriseerde Korps.

### 1942/43

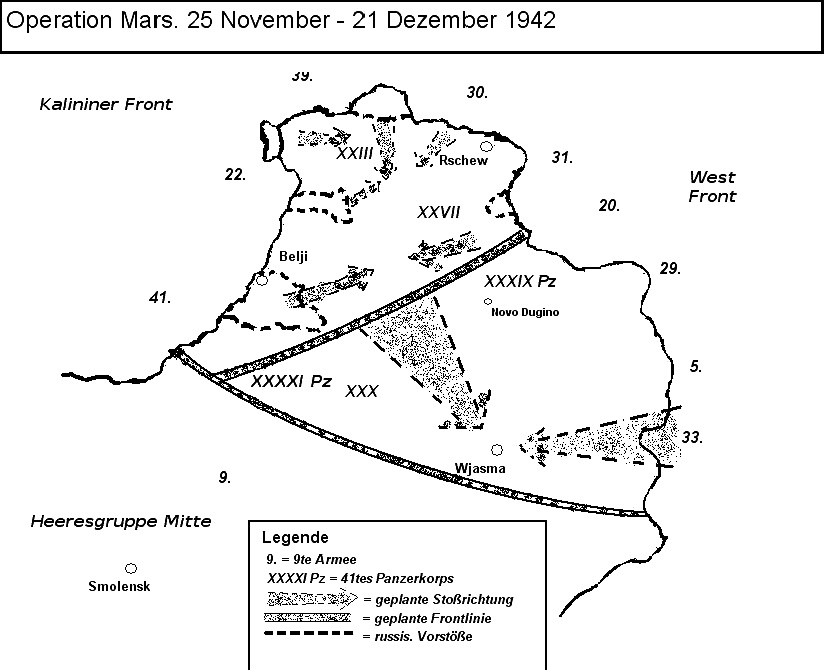
Sovjetplanning van Operatie Mars

Vrijwel direct na de omdoping werd het korps verplaatst naar de Rzjev-saillant en nam daar tussen Sytsjovka en Gzjatsk het bevel op over de 5e Pantserdivisie en de 78e en 102e Infanteriedivisies. Op 25 november startten de Sovjets hun Operatie Mars en het korps kreeg de volle aanval te verduren van de Sovjetlegers (het 20e en 31e Leger). De gevechten duurden bijna een maand, maar ondanks de vijfvoudige overmacht en zware verliezen, kon het korps standhouden. In maart 1943 nam het korps deel aan Operatie Büffel, de terugtrekking uit de Rzjev-saillant. Het korps verdedigde daarna een frontdeel ten noordoosten van Smolensk, bij Jartsevo- Dorogoboezj. Hier kon het de lijn in stand houden tot september. Op 23 september moest Smolensk ontruimd worden. Daarna richtte het korps zich ter verdediging in ten oosten van Orsja en bleef hier in min-of-meer dezelfde stellingen tot begin 1944.

### 1944

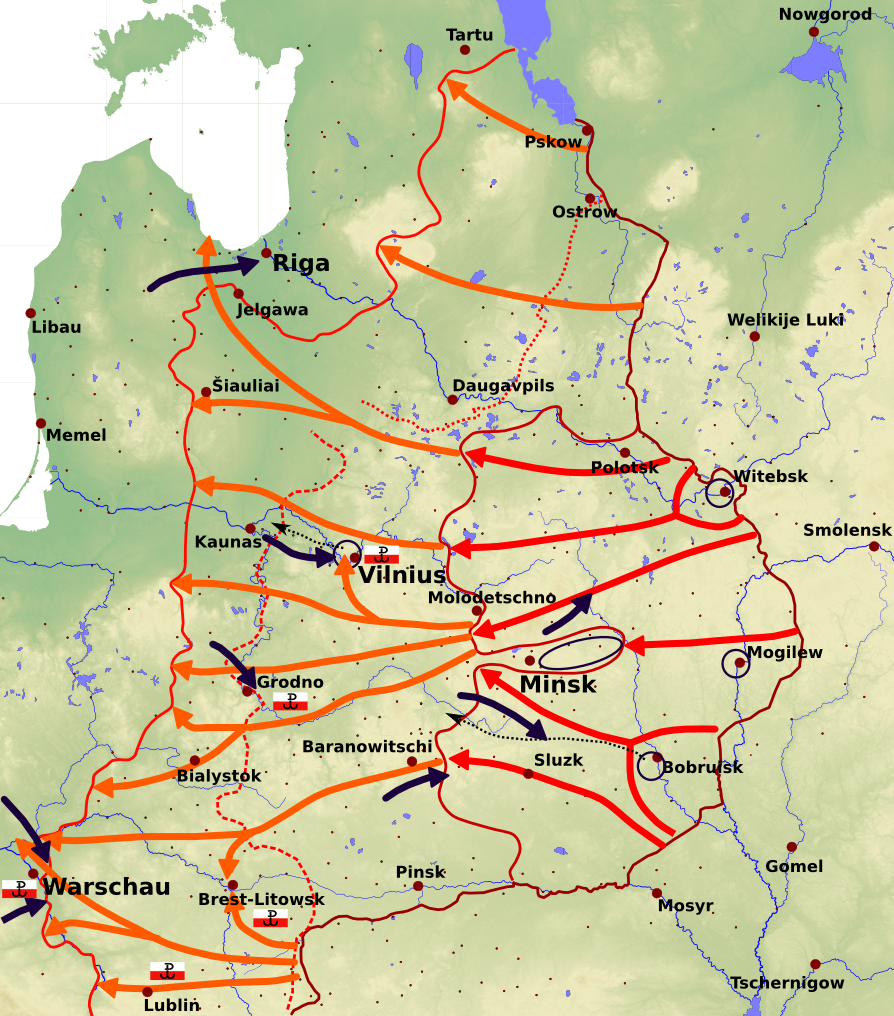
Overzicht van de gevechten van 22 juni tot 29 augustus 1944

In januari 1944 betrok het korps de frontlijn iets zuidelijker, nu ten oosten van Mogilev. Hier lag het korps nog steeds bij de start van Operatie Bagration, met de 12e, 31e, 110e en 337e Infanteriedivisies, met de Pantsergrenadierdivisie Feldherrnhalle in reserve. Op 23 juni startte hier het offensief (dit deel was het Mogilev Offensief genoemd). In eerste instantie kon het korps de aanvallen van het 49e Sovjetleger afslaan, dat hierbij zware verliezen leed. Maar er was geen houden aan en het gehele 4e Leger moest terugvallen. De 12e Infanteriedivisie moest achterblijven in Mogilev en werd hier op 28 juni vernietigd. De rest van het korps trok onder zware (lucht)aanvallen terug naar de Berezina. Daar, tijdens de overtocht, desintegreerde het korps volledig op 29 juni. De korpscommandant sneuvelde op 28 juni en zijn opvolger de volgende dag. Troepenresten van het korps slaagden noch weg te komen, maar werden enkele dagen later in de grote pocket bij Minsk alsnog vernietigd.

Het 39e Pantserkorps werd op 29 juni 1944 vernietigd.

### Tweede oprichting
Op 29 juni werd de “Kampfgruppe von Saucken” tussen Borisov en Molodechno omgedoopt in 39e Pantserkorps.

### 1944 vervolg
Het korps beschikte bij zijn oprichting over de 5e Pantserdivisie, de 170e Infanteriedivisie en de schwere Panzer-Abteilung 505. Het korps probeerde Molodechno  te behouden, maar dat moest op 5 juli opgegeven worden. Onder voortdurende zware gevechten trok het korps zich gedurende de gehele maand juli terug, tussen Lida en Vilnius door naar het westen, rond Druskininkai over de Memel en door de bossen voor Augustów. Daar kwam eind juli langzaam de Sovjetopmars tot staan. Vervolgens werd eind juli en begin augustus het korps ingezet voor tegenaanvallen bij Warschau. Hier voerde het korps een flinke tankslag met het 2e Sovjet-Tankleger. Gedurende deze Slag bij Radzymin (soms ook bekend als Slag bij Wolomin) beschikte het korps gedurende kortere of langere tijd over de 4e en 19e Pantserdivisies, de Fallschirm-Panzer-Division"Hermann Göring", de 5. SS-Panzer-Division Wiking en de 73e Infanteriedivisie. Het 3e Sovjet-Tankkorps werd hierbij stevige verliezen toegebracht. Op 5 augustus werd het korps afgelost door het IV SS Pantserkorps en werd naar Litouwen verplaatst voor Operatie Doppelkopf, het weer herstellen van de verbinding tussen de Heeresgruppen Nord en Mitte. Dit lukte tussen 16 en 27 augustus met de 4e, 5e en 12e Pantserdivisies onder bevel en op rechts ondersteund door het 40e Pantserkorps. Daarna bleef het korps in de corridor die geschapen was. Tussen 16 en 19 september voerde het korps nog een tweede aanval uit, Operatie Cäsar. Maar op 5 oktober was het weer de beurt aan de Sovjets. Zij openden hun Memel Offensief en op 9 oktober werd de kust van de Oostzee bereikt. Heeresgruppe Nord, inclusief het korps, was afgesneden. Al snel werd besloten het korps over zee te evacueren en naar Oost-Pruisen te brengen. Eind oktober werd het korps in de strijd tegen de Gumbinnen-Goldap Operatie van de Sovjets geworpen. Met de 5e Pantserdivisie en de 50e Infanteriedivisie werd Goldap tussen 2 en 4 november heroverd in een geslaagde tegenaanval. Daarna bleef het korps daar in stelling ten oosten van Goldap. Aan het eind van het jaar werd het korps naar het westfront verplaatst. Het korps werd in de Slag om de Ardennen ingezet nadat de eerste aanvalsgolf gestopt was en de US-troepen weer een corridor naar Bastenaken geopend hadden. Het korps maakte tijdelijk deel uit van Armeegruppe von Lüttwitz voor een tegenoffensief om deze corridor weer te sluiten. Het korps zou vanuit het oosten aanvallen, zuidelijk van Bastenaken langs. Het korps viel aan op 30 december 1944 met de 1. SS-Panzer-Division Leibstandarte-SS Adolf Hitler en de 167e Volksgrenadierdivisie. Onder ander door slechte coördinatie tussen deze twee divisies kwam deze aanval na aanvangssuccesjes al dezelfde dag tot stilstand. 

### 1945

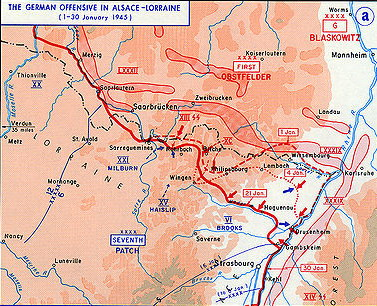
Operatie Nordwind, januari 1945

Vervolgens werd het korps naar Heeresgruppe G verplaatst als ondersteuning van Operatie Nordwind. Op 8 januari viel het korps aan, met de 21e Pantserdivisie, de 25e Pantsergrenadierdivisie en de 245e Volksgrenadierdivisie. De aanval ging richting Haguenau. Maar vanaf 9 januari ontbrandde daarvoor de strijd om twee kleine dorpjes, Hatten en Rittershoffen. Deze strijd zou 12 dagen duren en beide zijden zware verliezen kosten. Intussen voerde het korps op 16 januari een aanval uit vanuit Lauterbourg richting het bruggenhoofd bij Gambsheim met de 10. SS-Panzer-Division Frundsberg, de 7e Paradivisie en twee Sturmgeschützbrigaden. Dit lukte deels, maar intussen werd wel de 12e US-Pantserdivisie gedecimeerd.

Vervolgens werd het korps weer naar het Oostfront verplaatst, naar Pommeren. Hier lanceerde het 11e Leger nabij Stargard de Operatie Sonnenwende van 15 tot 18 februari 1945. Het korps beschikte over de 10. SS-Panzer-Division Frundsberg, de 4. SS-Polizei-Panzergrenadier-Division, de 28. SS-Freiwilligen-Panzergrenadier-Division Wallonien en de Pantserdivisie Holstein. Na aanvankelijke successen moesten de Duitsers echter al snel terugtrekken. Begin maart 1945 werd het korps naar Silezië verplaatst voor een tegenaanval bij Lauban. Tussen 1 en 8 maart slaagde het korps, beschikkend over de Führer-Grenadier-Divisie, de 17e Pantserdivisie en de 6e Volksgrenadierdivisie, om samen met het 56e Pantserkorps delen van het 3e Garde Sovjettankleger te omsingelen en te vernietigen. Op 27 maart werd het korps ingezet om het garnizoen van de Vesting Küstrin te bevrijden. Ondanks de inzet van één pantser- en 3 pantsergrenadierdivisies mislukte dit.

Op 15 april was het korps weer in actie aan het westfront, om vanaf Uelzen-Gifhorn in de richting Braunschweig aan te vallen en zo in de rug van het 9e US-Leger bij Maagdenburg te komen. Na wat aanvankelijke successen, waarbij voornamelijk Pantserdivisie "Clausewitz" betrokken was, bleven de aanvallen steken bij Bornum am Elm. Op 25 april kwam het korps onder bevel van het 12e Leger en verdedigde de linie Wulkau–Molkenberg. Vervolgens moest teruggetrokken worden onder druk van het 47e Sovjetleger. Via de bruggen over de Elbe werd overgestoken naar Tangermünde.

Het 39e Pantserkorps capituleerde op 8 mei 1945 bij Stendal aan Amerikaanse troepen.

## Bovenliggende bevelslagen
| Leger                   | Legergroep                 | Plaats/regio             | Begin             | Eind               |
| ----------------------- | -------------------------- | ------------------------ | ----------------- | ------------------ |
| 16. Armee               | Heeresgruppe Nord          | Cholm                    | 9 juli 1942       | juli 1942          |
| 9. Armee                | Heeresgruppe Mitte         | Rzjev                    | juli 1942         | 25 maart 1943      |
| 4. Armee                | Heeresgruppe Mitte         | Orsja, Mogilew, Berezina | 25 maart 1943     | 29 juni 1944       |
|                         |                            |                          |                   |                    |
| 4. Armee                | Heeresgruppe Mitte         | Wit-Rusland              | 29 juni 1944      | eind juli 1944     |
| 9. Armee                | Heeresgruppe Mitte         | Warschau                 | eind juli 1944    | 5 augustus 1944    |
| 3. Panzerarmee          | Heeresgruppe Mitte         | Litauen, Letland         | 5 augustus 1944   | 27 september 1944  |
| Armee-Abteilung Grasser | Heeresgruppe Nord          | Litauen, Letland         | 27 september 1944 | 6 oktober 1944     |
| 18. Armee               | Heeresgruppe Nord          | Koerland                 | 7 oktober 1944    | medio oktober 1944 |
| 4. Armee                | Heeresgruppe Mitte         | Goldap                   | 2 november 1944   | eind december 1944 |
| 5. Panzerarmee          | Heeresgruppe B             | Ardennen, Bastenaken     | 23 december 1944  | 31 december 1944   |
| direct onder bevel      | Heeresgruppe G             | Ardennen, Bastenaken     | 31 december 1944  | 6 januari 1945     |
| 1. Armee                | Heeresgruppe G             | Elzas                    | 7 januari 1945    | 11 januari 1945    |
| --                      | Oberbefehlshaber Oberrhein | Elzas                    | 12 januari 1945   | 22 januari 1945    |
| --                      | Heeresgruppe Oberrhein     | Elzas                    | 22 januari 1945   |                    |
| 11. SS-Panzerarmee      | Heeresgruppe Weichsel      | Pommeren                 | februari 1945     | 21 februari 1945   |
| 17. Armee               | Heeresgruppe Mitte         | Silezië, Lauban          | begin maart 1945  | eind maart 1945    |
| 9. Armee                | Heeresgruppe Mitte         | Küstrin                  | eind maart 1945   | eind maart 1945    |
| direct onder bevel      | OKH                        | Elbe                     | 12 april 1945     | 21 april 1945      |
| 12. Armee               | Heeresgruppe Weichsel      | Elbe                     | 21 april 1945     | 12 april 1945      |

## Commandanten
| Rang                                                             | Naam                  | Begin            | Eind             |
| ---------------------------------------------------------------- | --------------------- | ---------------- | ---------------- |
| General der Panzertruppe                                         | Hans-Jürgen von Arnim | 9 juli 1942      | 30 november 1942 |
| Generalleutnant General der Artillerie (vanaf 1 januari 1943)    | Robert Martinek       | 1 december 1942  | 13 november 1943 |
| General der Infanterie                                           | Carl Püchler          | 13 november 1943 | 18 april 1944    |
| General der Artillerie                                           | Robert Martinek       | 18 april 1944    | 28 juni 1944 †   |
| Generalleutnant                                                  | Otto Schünemann       | 28 juni 1944     | 29 juni 1944 †   |
|                                                                  |                       |                  |                  |
| General der Panzertruppen                                        | Dietrich von Saucken  | 29 juni 1944     | 15 oktober 1944  |
| Generalleutnant General der Panzertruppen (vanaf 1 januari 1945) | Karl Decker           | 15 oktober 1944  | 21 april 1945 †  |
| Generalleutnant                                                  | Karl Arndt            | 25 april 1945    | 8 mei 1945       |

General Martinek werd dodelijk door een bomsplinter getroffen bij een luchtaanval op 28 juni 1944 op zijn commandopost, aan de Berezina. Zijn vervanger, Generalleutnant Schünemann, kwam al de volgende dag ook door een luchtaanval om het leven.

General Decker pleegde zelfmoord op 21 april 1945 wegens uitzichtloosheid van de situatie.